# Aureli Altimira i Herce
Aureli Altimira i Herce (Cardedeu, 21 de febrer de 1968) és un exfutbolista català actualment coordinador del futbol formatiu del Futbol Club Barcelona.

## Trajectòria
Altimira va debutar com a futbolista a l'equip de la seva localitat natal, Cardedeu, i la temporada 1979/80 va entrar als alevins del Futbol Club Barcelona. Però el club blaugrana considerava insuficient la seva progressió i el va donar la baixa dos anys més tard. Va tornar al futbol base del FC Cardedeu i després va passar a les categories inferiors de l'EC Granollers, fins que va ser repescat pels juvenils del FC Barcelona.
Des de llavors, va anar progressant en les diferents categories inferiors fins a passar tres anys en el FC Barcelona amateur, amb el qual va aconseguir un ascens, de Tercera Divisió a Segona Divisió B. La temporada 1989/90 va pujar al FC Barcelona Atlètic. Durant aquesta etapa va arribar a jugar dos partits amb el primer equip blaugrana, encara que mai va arribar a debutar oficialment a Primera Divisió.
L'estiu de 1990 va marxar cedit a la Unió Esportiva Figueres, a Segona Divisió A, on hi va romandre dues temporades. Va formar part de l'històric equip empordanès que la temporada 1991/92 va romandre a les portes d'ascendir a Primera Divisió. El Cadis CF es va imposar en la promoció per 3-1, sent Altimira l'autor de l'únic gol dels de Figueres.
Finalitzat el seu contracte amb el FC Barcelona, al juliol de 1992 Altimira va fitxar pel CD Badajoz que igual que la UE Figueres, jugava en Segona Divisió A. Amb l'equip va jugar quatre temporades. Després, va passar un any pel Màlaga CF (1995/96) i posteriorment a l'ACE Manlleu (1996/97), ambdós equips a la Segona Divisió B. La temporada 1997/98 va marxar al CF Gavà, de la mateixa categoria. A l'equip barceloní hi va romandre tres temporades; dues a Segona Divisió B i l'última a Tercera Divisió.
La temporada 2000/01 va anar a un altre equip català de Tercera Divisió, l'AE Guíxols. Tot i la seva experiència, en el club gironí es va mantenir com davanter titular, marcant vint gols en dues temporades. Malgrat tenir un acord per continuar un any més en actiu, en finalitzar la temporada 2001/02 va anunciar la seva retirada com futbolista per acceptar una oferta com tècnic del FC Barcelona. Altimira, llicenciat per la INEFC va ser requerit com preparador físic del FC Barcelona C i de l'equip juvenil blaugrana. Durant aquest mateix any, va estar treballant alhora, de professor d'Educació Física al Col·legi Lestonnac de Mollet del Vallès.
A la temporada 2007/08 es va retrobar en el FC Barcelona atlètic amb Pep Guardiola, amb qui havia coincidit durant la seva etapa a La Masia. Aquesta temporada el filial va aconseguir pujar de Tercera Divisió a Segona Divisió B i Guardiola va ser a finals de temporada, ascendit al primer equip barcelonista. L'any 2008/2009, el tècnic de Santpedor es va dur amb ell al seu equip tècnic de confiança, incloent a Aureli Altimira. Aquest va deixar de treballar com a professor per dedicar-se només a l'equip de primera per falta de temps.
Fins al 2014 va fer de preparador físic del primer equip del FC Barcelona, amb el qual i com a membre de l'equip tècnic de l'era de Pep Guardiola va guanyar la Copa del Rei, la Lliga i la Copa d'Europa de la temporada 2008/2009, i la Supercopa d'Espanya, la Supercopa d'Europa, el Mundialet de Clubs i la segona Lliga de l'era Guardiola durant la temporada 2009/2010.
El 19 de maig de 2014 el FC Barcelona va anunciar el nomenament d'Altimira com a nou coordinador del futbol formatiu blaugrana, coincidint amb el nomenament de Jordi Roura com a director del futbol formatiu.

## Clubs
| Club                    | País        | Any       |
| ----------------------- | ----------- | --------- |
| Futbol Club Barcelona C | Catalunya   | 1986-1989 |
| FC Barcelona Atlètic    | Catalunya   | 1989-1990 |
| UE Figueres             | Catalunya   | 1990-1992 |
| CD Badajoz              | Extremadura | 1992-1995 |
| Màlaga CF               | Andalusia   | 1995-1996 |
| AEC Manlleu             | Catalunya   | 1996-1997 |
| CF Gavà                 | Catalunya   | 1997-2000 |
| AE Guíxols              | Catalunya   | 2000-2002 |